# Lucienne Chevert
Lucienne Chevert, née en 1908 et morte en 1983, est une photographe de plateau et photographe portraitiste française.
Associée de Sam Lévin au sein du studio Sam Lévin, elle vivait et travaillait à Paris.

## Biographie
Lucienne Chevert s'installe dans un premier studio au cinquième étage du no 41 rue Saint-Georges à Paris, dans un appartement de deux pièces, que partage Sam Lévin avec elle.
En 1937, Sam Lévin installe son studio dans un appartement au no 3 rue du Faubourg-Saint-Honoré à Paris.
En 1939, Lévin se fait seconder sur les plateaux de tournage par Jean-Philippe Charbonnier, qui va l'aider ensuite en 1940 en zone libre. En juin 1941, il est fiché par la Sûreté nationale comme étranger et juif. Lucienne Chevert devient la seule exploitante du studio de la rue du Faubourg-Saint-Honoré, contournant ainsi les décrets allemands. Sam Lévin est arrêté à Marseille le 24 décembre 1942 et interné dans un camp. Il ne retrouvera son studio parisien qu'en 1945.
Lucienne Chevert est dorénavant son associée et le studio devient le Studio Lévin-Chevert. À la Libération, ils agrandissent leur atelier en créant une photothèque et un laboratoire. En 1948, il signe un contrat avec Unifrance films et deviennent leur principal fournisseur d'images. Ensemble, ils définissent une définition et un style photographique bien illustrés dans leurs portraits de Gérard Philipe et d'Ingrid Bergman de 1952.
On lui doit des portraits de beaucoup de vedettes de cinéma des années 1950 comme Jean-Paul Belmondo, Bernard Blier, Ingrid Bergman, Martine Carol, Suzy Delair, Yves Montand, Jeanne Moreau, Simone Renant, etc. réalisés avec le même code photographique que celui de Sam Lévin, avec qui elle l'avait élaboré.
Elle a inspiré le personnage de Dora dans le film Quai des orfèvres d'Henri-Georges Clouzot (1947).
Elle réalisa les photographies des pochettes de disques des Bringsters, André Claveau, Jean-Claude Pascal, Lisette Jambel, Lucien Lupi, Loris Velli, Marjane, Germaine Montéro ou Maria Vincent.
En 1967, elle et Sam Lévin s'associent avec des financiers et ouvrent les Studios internationaux de photographies (SIP) à Neuilly-sur-Seine.
Avec Sam Lévin, ils ont réalisé ensemble deux cent cinquante mille photographies en un demi-siècle.

## Portraits
- Françoise Arnoul[4]
- Charles Aznavour[5]
- Mireille Balin
- Brigitte Bardot[6],[7]
- Jean-Paul Belmondo[8]
- Ingrid Bergman[9]
- Bernard Blier
- Martine Carol[6],[10]
- Lucien Coëdel[11]
- Dalida[12]
- Danielle Darrieux[13]
- Janine Darcey
- Suzy Delair[14]
- Gabrielle Dorziat
- Renée Faure
- Gabrielle Fontan
- Claude François[6]
- Ava Gardner[15]
- Johnny Hallyday[15]
- Louis Jouvet[16]
- Ginette Leclerc[17]
- Fernand Ledoux
- Gina Lollobrigida[17],[6]
- Yves Montand
- Jeanne Moreau[18]
- Micheline Presle
- Simone Renant[19],[20],[21]
- Raymond Rouleau
- Louis Salou
- Madeleine Sologne[22]
- Jean Sorel[23]
- Vince Taylor[6]
- Charles Vanel
- Agnès Varda[24]
- Sylvie Vartan[6]

## Photographe de plateau
- 1938 : Les Prisonniers du ciel, de Jacques Houssin (film inachevé)[25],[26],[27]
- 1942 : Dernier Atout, de Jacques Becker[28]
- 1943 : La Bonne Étoile, de Jean Boyer
- 1943 : Le Mistral, de Jacques Houssin[29]
- 1943 : L'Homme de Londres, de Jacques Houssin[29]
- 1944 : Sortilèges, de Christian-Jaque[28]
- 1945 : Adieu chérie, de Raymond Bernard[28]
- 1945 : Boule de Suif, de Christian-Jaque
- 1947 : Quai des Orfèvres, d'Henri-Georges Clouzot[28]
- 1948 : Le Dessous des cartes, d'André Cayatte[28]
- 1949 : Manon, d'Henri-Georges Clouzot
- 1952 : Le Salaire de la peur, d'Henri-Georges Clouzot[28]
- 1965 : Le Bonheur, d'Agnès Varda

## Iconographie
- Sam Lévin, Lucienne Chevert, photographie, Paris, Médiathèque de l'architecture et du patrimoine[30]

## Expositions
- du 16 juin au 2 octobre 2016 : Maison de la photographie Robert-Doisneau à Gentilly, La manière Lévi, Sam Lévin et Lucienne Chevert, avec le concours de la Médiathèque de l'architecture et du patrimoine et de la photothèque de la RMN.

### Sources
- [PDF] Michaël Houlette et Mathieu Rivallin, Studio Lévin, Sam Lévin et Lucienne Chevert sur agencerevelateur.
- Lucienne Chevert photographe de plateau, sur unifrance.org